# Soues, Somme

Soues este o comună în departamentul Somme, Franța. În 1 ianuarie 2022 avea o populație de 125 de locuitori.